# آنکو (خوراکی)
آن یا آنکو (به ژاپنی: 餡、あん an) به یک نوع پوره تهیه شده از لوبیا در آشپزی ژاپنی گفته می‌شود. این خمیر از پختن یک نوع لوبیا به نام آزوکی به همراه شکر تهیه می‌شود. در زمان‌های قدیم به‌طور سنتی لوبیا به نمک پخته می‌شد اما امروزه شکر جایگزین نمک شده‌است. به سبب منع خوردن گوشت در دین بودایی لوبیا جایگزین مناسبی برای گوشت بوده است و به همین دلیل مذهبی مصرف این نوع خمیر لوبیا در بین مردم چین و ژاپن گسترش پیدا کرده‌است. معمولاً این نوع خمیر لوبیا در داخل پوسته‌ای از مواد نشاسته‌ای نهاده می‌شود. معمولاً رنگ این خمیر به رنگ قهوه‌ای است اما ممکن است از لوبیای سفید نیز برای تهیهٔ آن استفاده کرد که در اینصورت رنگ خمیر متمایل به سفید است.

## شیرینی‌ها و غذاهایی که در آن از آنکو استفاده می‌شود

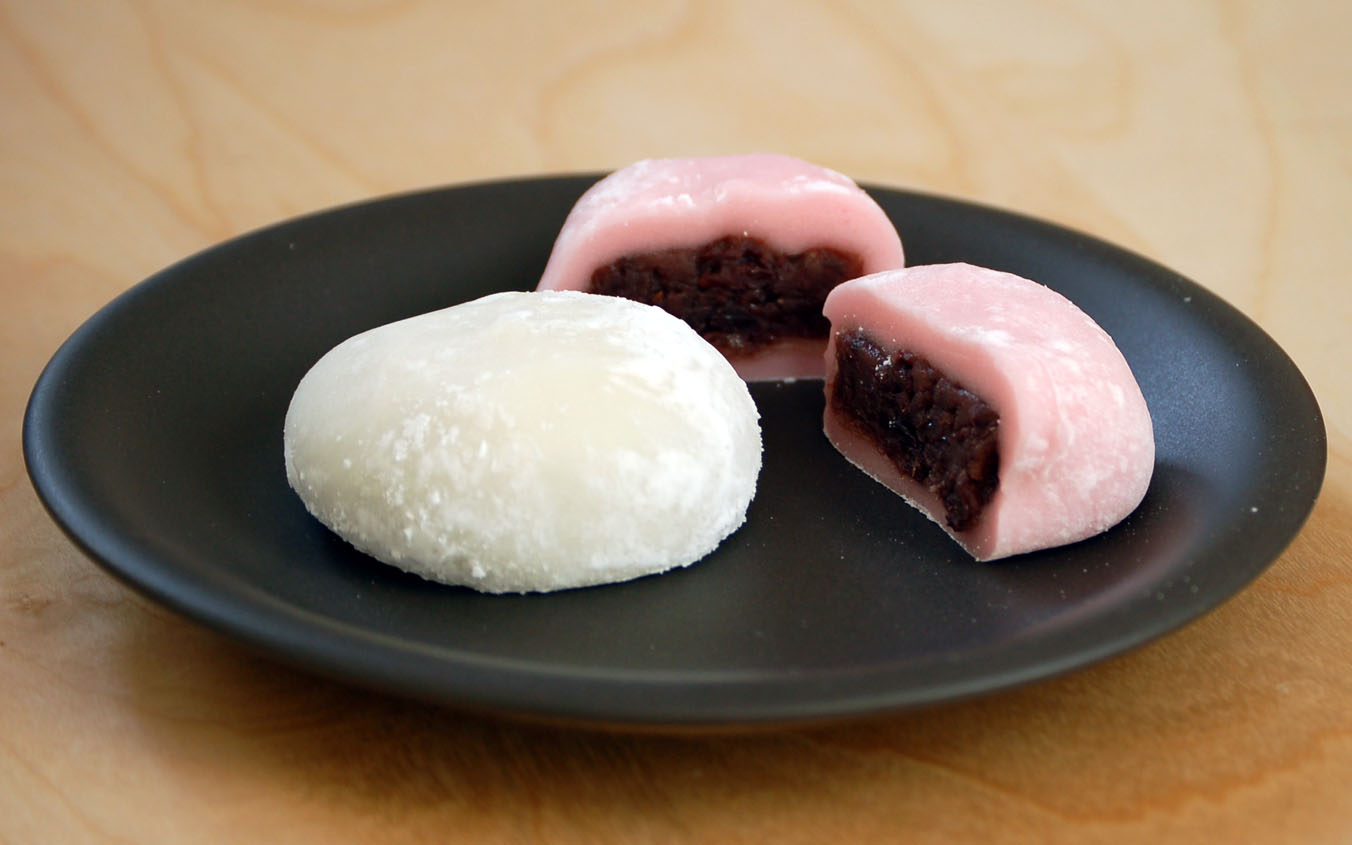
آنکو در داخل شیرینی اوفوکورو

- انواع مانجو؛ در داخل این شیرینی سنتی و معروف ژاپنی آنکو قرار دارد.
- انواع موچی مانند اوهاگی و اوفوکورو، ساکورا موچی
- انواعی نان مانند آنپان
- دورایاکی
- کین‌تسوبا
- هاروماکی
- کاکی‌کوری
- تای‌یاکی